# Boris Zuljan
Boris Zuljan (tudi Boris Zulian), slovenski slikar, grafik in restavrator, * 20. maj 1944, Ricmanje, Italija, † 18. december 2013, Trst.

## Življenje in delo
Boris Zulian se je rodil v Ricmanjh pri Trstu očetu Petru in mami Ljudmili (rojeni Hrvatič). Slovensko nižjo srednjo šolo je obiskoval v Trstu (1955-1958), nato tu študiral na umetnostni šoli (Istituto E. Nordio) in diplomiral iz likovne umetnosti v Padovi. Od leta 1962 je poučeval likovno vzgojo na slovenskih šolah v Dolini, pri Sv. Ivanu in na Katinari, pri Sv. Jakobu v Trstu. V letih 1978−1980 je študiral restavratorstvo na ljubljanski ALUO.  
Ustvarjal je v akvarelu, gvašu, olju, temperi, a tudi v grafiki in risbi, pretežno krajine Krasa in Istre, ki ju je poetično upodabljal v vsej živobarvni paleti, pri čemer je na svoj način sledil figurativnemu krajinarstvu. Od leta 1962 je sodeleloval na več kot 60 skupinskih in preko 20 samostojnih razstavah. Leta 1990 je sodeloval pri obnovi župnijske cerkev v Mačkoljah. Restavriral je obe starodavni stenski sliki nekdanjih stranskih oltarjev, poslikal lesene obloge ob stenah, klopi in strop nad prezbiterijem ter vrnil nekdanji napis nad obokom »MOJA HIŠA JE HIŠA MOLITVE«.
Leta 2004 je pri tržaški založbi Mladika izšla dvojezična monografija o njegovih delih (v slovenščini in italijanščini) in njegovi ustvarjalnosti (COBISS).